# Hapalopsittaca pyrrhops
El lorito ecuatoriano (Hapalopsittaca pyrrhops) es un loro sudamericano que puebla las selvas andinas de Ecuador y Perú. Es una de las cuatro especies del género Hapalopsittaca. Se le considera una especie vulnerable por la pérdida progresiva de hábitat.